# ويليام تشيرشل
ويليام تشيرشل (بالإنجليزية: William Churchill)‏ هو عداء مراثوني أمريكي، ولد في 27 أغسطس 1885 في Kimmeridge ‏ في المملكة المتحدة، وتوفي في 1 يوليو 1969 في إفينغم في الولايات المتحدة.

## وصلات خارجية
- ويليام تشيرشل على موقع أوليمبيديا (الإنجليزية)